# Ignazio Messina & C.
La Ignazio Messina & C. S.p.A. è una compagnia di navigazione italiana fondata nel 1921 da Ignazio Messina; offre servizi di linea che collegano l'Europa meridionale, il Mediterraneo, l'Africa, il Medio Oriente e il subcontinente indiano.
La flotta consiste principalmente di navi ro-ro e con-ro di proprietà, oltre a navi lo-lo e roll-on/roll-off a noleggio.
La società ha sede a Genova, ma si avvale anche uffici commerciali a Modena e Napoli, nonché di uffici di rappresentanza a Londra, Barcellona e Valencia e di agenzie controllate a Marsiglia, Zurigo, Tunisi, Abidjan, Dakar, Mombasa, Nairobi, Dar es Salaam, Durban, Città del Capo, Maputo, Kampala e Johannesburg.

## Storia

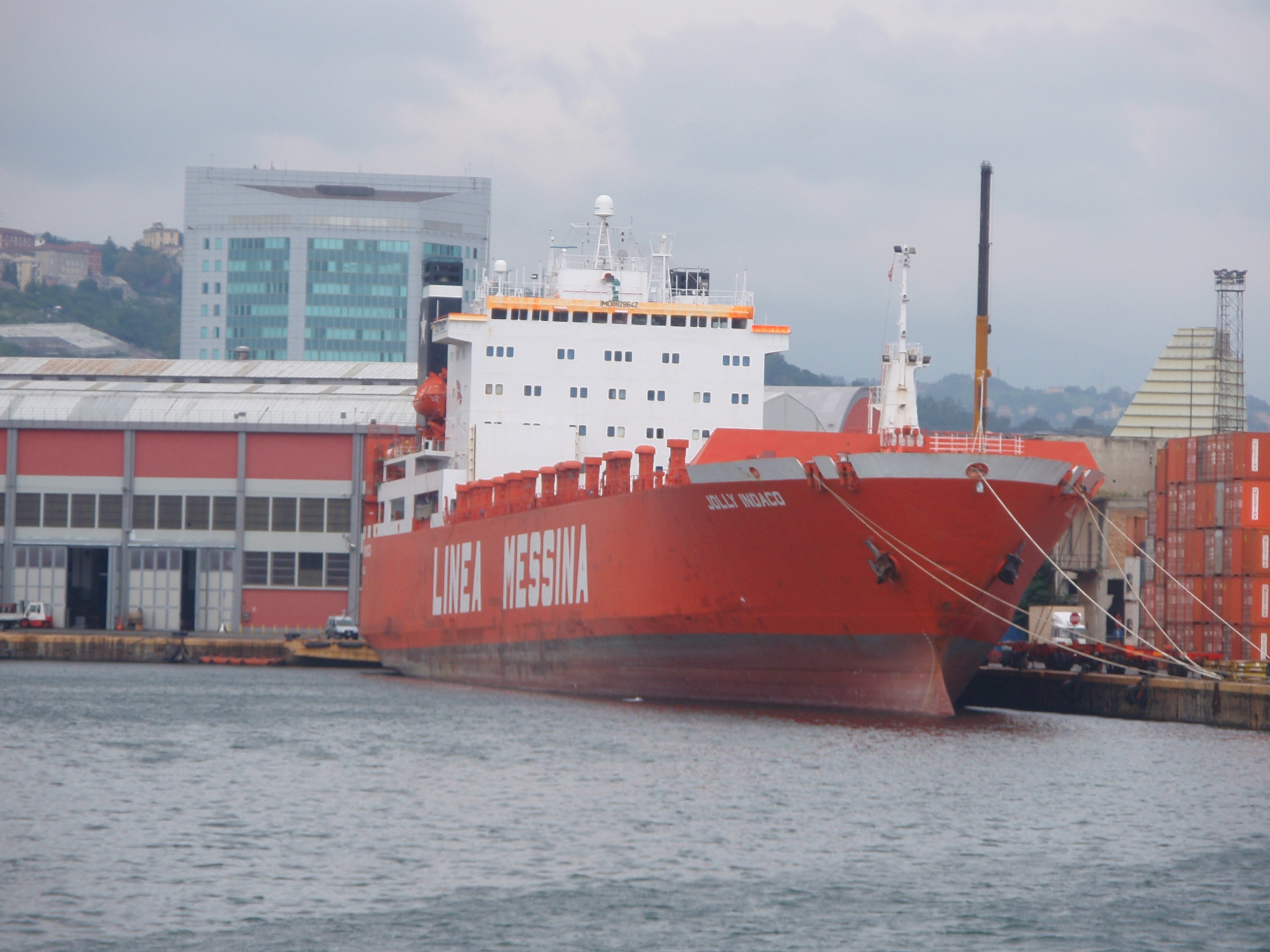
La Jolly Indaco ormeggiata nel Terminal Messina a Genova.

La società ebbe origine nel 1921, quando la "Giuseppe Messina Tabuso", compagnia di navigazione già attiva nel trasporto di generi alimentari tra la Sicilia e il Nord Italia, si trasferì a Genova, incominciando dei collegamenti di linea con la Libia. Nel 1929 la società assunse la denominazione attuale di "Ignazio Messina & C.". Gli efficienti servizi svolti per il Nord Africa ottengono il consenso del mondo mercantile e alla Compagnia viene riconosciuto il Guidone postale per la Libia.
Nel 1935 i servizi vengono estesi verso il mar Rosso, l'Arabia Saudita, l'Africa Orientale e, dopo la seconda guerra mondiale, nonostante la perdita quasi totale della flotta, verso la Tunisia, l'Algeria, il Libano, l'Egitto e l'Africa Occidentale.
Nel dopoguerra la flotta fu gradualmente ricostruita, passando tra gli anni sessanta e gli anni settanta da navi cargo convenzionali a ro-ro e portacontainer.
Dal 1956 i figli di Ignazio Messina, Gianfranco, Giorgio e Paolo entrano in azienda e sotto la guida del padre contribuiscono all'ulteriore sviluppo dell'attività.
Nel 1968, l'attività della compagnia si trasforma da armatore tradizionale di navi convenzionali in vettore specializzato nei servizi regolari ro-ro container. Durante la chiusura del canale di Suez le navi Messina sono le uniche di bandiera italiana a garantire il servizio di linea per l'Africa Orientale e il Mar Rosso.
Nel 1975 è una nave della linea Messina ad attraversare per prima il riaperto canale di Suez e a incominciare il servizio per il Mar Rosso e il Golfo Arabico, successivamente esteso a India, Pakistan e Sud Africa.
Nel 1982 scompare il fondatore della compagnia. A fine anni 80 approda in azienda la quarta generazione con Andrea Gais, Massimo, Ignazio, Stefano ed Emanuele Messina, garantendo così la continuità della gestione familiare.
Nel 2009 la Ignazio Messina & C. firma un ordine per quattro nuove navi ro-ro al cantiere sudcoreano Daewoo (DSME), replicando poi nel 2012 con un altro ordine per ulteriori quattro navi gemelle al cantiere sudcoreano STX. Le navi una capacità di 3.900 Teu o 6.350 metri lineari di carico rotabile e può garantire grande flessibilità operativa, un pescaggio massimo di 11,50 metri e una portata lorda di 45.200 tonnellate. Ogni unità dispone di una rampa di carico con una portata di 350 tonnellate progettata per consentire il trasporto di carichi eccezionali e di materiale impiantistico sino a 7 metri di altezza sottocoperta.
Nel 2015, con l'entrata delle ultime navi in flotta, Jolly Palladio e Cobalto, la compagnia opera con 8 navi Con-Ro, nuove, capienti e tra le più grandi esistenti.
Il 16 febbraio 2017, Mediterranean Shipping Company firma un memorandum d'intesa per l'acquisizione del 49% delle attività terminalistiche e armatoriali della Ignazio Messina & C., diventando il principale socio di minoranza.
Nel 2019 entra in flotta Jolly Express, acquistato da MSC dalla australiana Toll Domestic Forwarding e noleggiato a Linea Messina, opera sulla tratta Tunisi, Napoli e Genova.
Nel 2019 entra in flotta Jolly Express, nel 2020 Jolly Blue, navi roro gemelle acquistate da MSC dalla australiana Toll Domestic Forwarding e noleggiate a Linea Messina. Copriranno due rotte parzialmente sovrapposte: la prima a è infatti impiegata nella rotazione fra i porti di Tunisi, Gioia Tauro e Napoli, la seconda invece Tunisi, Napoli e Genova. Entrambe prima di entrare in servizio hanno subìto interventi di refit in un cantiere navale turco al fine di rendere il ponte adatto ad accogliere non solo rotabili ma anche container. Contestualmente pare destinata a uscire dalla flotta il ro-ro Chodziez che ha finora operato per la shipping company genovese in virtù di un charter la cui scadenza è fissata nei prossimi mesi.
Nel 2022 Messina annuncia la vendita della prima delle 8 unità gemelle, la Jolly Diamante, venduta a Liberty Global Logistics e rinominata LIBERTY POWER, contestualmente ha anche reso noto di aver noleggiato la Msc Palatium III da 2.546 Teu, portacontainer dotata di tre gru da impiegare sulla linea East-South Africa.
A maggio 2023 il Gruppo Messina annuncia la vendita di altre due unità, Jolly Quarzo e Jolly Cristallo destinate alla US Maritime Administration, per 88 milioni ciascuna. Nello stesso mese si apprende dai report di mercato di alcuni broker marittimi stranieri che anche la quarta la nave con-ro Jolly Perla verrà ceduta e consegnata al suo nuovo proprietario nel mese di ottobre 2023.
A seguire viene annunciata l'acquisizione delle due portacontainer Northern Priority e Northern Promotion, destinate ad entrare in flotta nella seconda metà del 2023. Rivelando che il prezzo spuntato per ciascuna nave è di quasi 28 milioni di dollari.
A luglio 2023 con una nota congiunta le famiglie Messina e Gavio hanno reso noto di aver raggiunto un’intesa per il passaggio alla Ignazio Messina & C. S.p.A. del 100% delle quote societarie di Terminal San Giorgio S.r.l.
Sempre nel mese di luglio 2023 è stato riferito all’interno del gruppo con una comunicazione che le rimanenti quattro unità Jolly Cobalto, Jolly Titanio, Jolly Palladio e Jolly Vanadio sono state vendute in blocco al gruppo emiratino Abu Dhabi Ports e saranno consegnate nel corso del 2023.  Il prezzo di vendita dovrebbe attestarsi complessivamente oltre i 400 milioni di dollari, dunque il prezzo di vendita unitario di ciascuna sarebbe di oltre 100 milioni di dollari.
Così facendo la Ignazio Messina & C. hanno venduto tutte le navi con-ro in flotta, queste navi, otto unità gemelle costruite in Sud Corea dai cantieri Stx e Daewoo e consegnate fra il 2011 e il 2015, erano state pagate un prezzo unitario di circa 80 milioni di dollari.
Nel mese di Ottobre 2023 la compagnia acquista una nuova coppia di navi portacontainer (la terza e la quarta full container).
La shipping company genovese ha messo a segno questi due acquisti rivelando che si tratta di navi di proprietà della società Marlow Navigation di Cipro e da circa 4.400 Teu di capacità ciascuna, più precisamente si tratta delle portacontainer oggi attive con il nome Lana e Rosa, destinate a essere ribattezzate quando entreranno a far parte della flotta, sono state costruite in Sud Corea dal cantiere Daewoo a Okpo e consegnate nel 2010, originariamente con il nome Lalia e Agros. Hanno una portata lorda di 54,344 tonnellate, lunghezza di 260,3 metri e larghezza di 32,2 metri. Entrambe sono dotate di 500 allacci per container reefer entrambe sono previste in consegna entro la fine dell’anno.

### Fatti di cronaca legati ad alcune navi

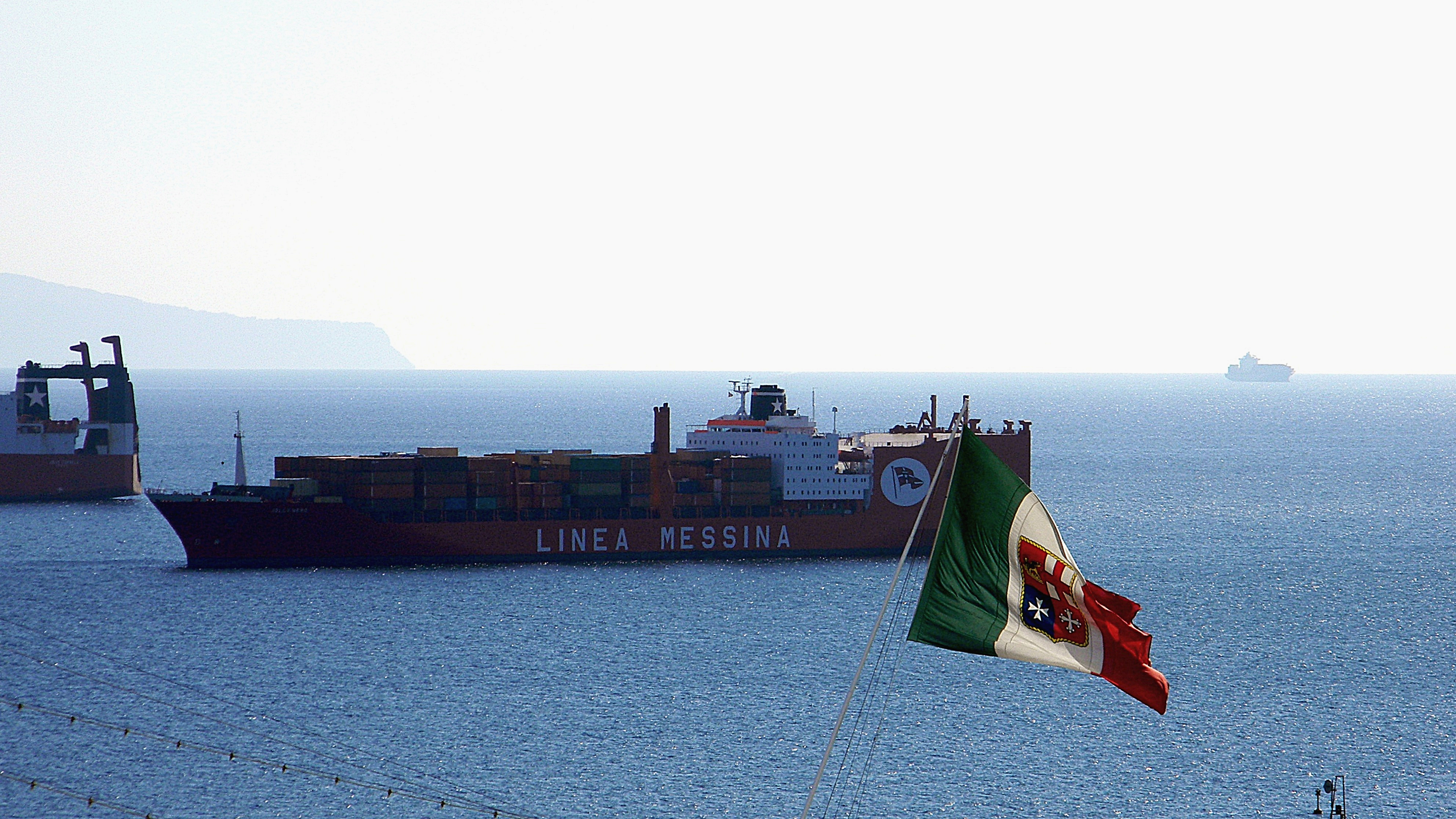
La Jolly Nero prima dei tragici fatti.

- Nella notte tra il 2 e il 3 settembre 1987 la Jolly Rubino viene attaccata da parte dei "Guardiani della rivoluzione" iraniani. L'attacco, in cui rimangono feriti alcuni componenti dell'equipaggio, spinge la Marina Militare Italiana a inviare un contingente nell'area nell'ambito dell'Operazione Golfo 1.
- Nel 1990 la Rosso, per presunte attività illecite correlate al trasporto di rifiuti tossici denominata nave dei veleni, viene abbandonata alla deriva e infine rinvenuta e demolita sulla spiaggia di Amantea, in provincia di Cosenza.
- Il 9 luglio 1999, a Genova, il cavo d'ormeggio della Jolly Rosso (II) decapita Giovanni Sorriso, di Torre del Greco, e colpisce mortalmente al bacino Emilio Caso, di Ancona, membri dell'equipaggio[4].
- Nel 2002, vicino alle coste del Sudafrica, la Jolly Rubino naufraga dopo un incendio scoppiato in sala macchine.
- Nel 2003, la Jolly Blu, nelle acque del Mar Tirreno davanti a Piombino, travolge il peschereccio San Mauro I, uccidendo un uomo.
- Nel 2009 la Jolly Smeraldo viene attaccata da pirati al largo di Mogadiscio.
- L'11 dicembre 2010 la Jolly Amaranto finisce in secca durante il suo ingresso nel porto di Alessandria d'Egitto e, successivamente, affonda.
- Nell'agosto del 2011 la Jolly Grigio, nelle acque di Ischia, sperona e affonda il peschereccio Giovanni Padre, uccidendo 2 uomini dell'equipaggio[5].
- Alle 23:30 del 7 maggio 2013 la Jolly Nero, durante la manovra di uscita dal porto di Genova, urta e abbatte la torre piloti (alta oltre 50 metri) causando 9 morti e 4 feriti[6].

## Flotta attuale
| Nome          | Tipologia       | Identificativo IMO | Anno di costruzione | Stazza (t.s.l.) | Lunghezza (m) | Larghezza (m) | Capacità (in TEU) | Curiosità                                                                                             | Note                         |
| ------------- | --------------- | ------------------ | ------------------- | --------------- | ------------- | ------------- | ----------------- | --- | ---------------------------- |
| Jolly Bianco  | Full Container  | 9320427            | 2006                |                 | 283           | 40            | 6300              | | ex "BUXWAVE"                 |
| Jolly Verde   | Full Container  | 9320441            | 2007                | 62702           | 283           | 40            | 6300              | | ex "MSC Carogue"             |
| Jolly Clivia  | Full Container  | 9444417            | 2010                | 41391           | 262           | 32            | 4400              | | ex "ALS Clivia"              |
| Jolly Giada   | Full Container  | 9484522            | 2010                | 42122           | 260.34        | 32.31         | 4387              | | ex "Lana"                    |
| Jolly Rosa    | Full Container  | 9484534            | 2010                | 42122           | 260.34        | 32.31         | 4387              | | ex "Rosa"                    |
| Jolly Argento | Full Container  | 9467043            | 2010                | 47855           | 264.32        | 32.2          | 4600              | | ex "Northern Promotion"      |
| Jolly Oro     | Full Container  | 9450313            | 2009                | 47855           | 264.32        | 32.2          | 4600              | | ex “Northern Priority”       |
| AL BATEEN     | Ro-Ro Container | 9668984            | 2015                | 50.720          | 240           | 38            | 3.001             | Cedut a Abu Dhabi Port, ma il gruppo Messina continuerà ad operarle con un contratto di bareboat back | Noleggiata ex JOLLY Palladio |
| Jolly Express | Ro-Ro           | 9180190            | 1999                | 20.343          | 184           | 24            |                   | | Noleggiata da MSC            |
| Jolly Blue    | Ro-Ro           | 9180205            | 1999                | 20.343          | 184           | 24            |                   | | Noleggiata da MSC            |
| MSC Bridge    | Ro-Ro           | 9138783            | 1998                | 21.104          | 183           | 26            | 0                 | | Noleggiata da MSC            |

## Navi del passato

### L'epoca dei Jolly Precious Sudcoreane
Le ultime navi:
| NOME            | ANNO DI DISMISSIONE | MOTIVO  | NUOVO NOME    | IMO     | NOTE                                 | ANNO DI COSTRUZIONE | CLASSE           |
| --------------- | ------------------- | ------- | ------------- | ------- | ------------------------------------ | ------------------- | ---------------- |
| Jolly Diamante  | 2022                | vendita | LIBERTY POWER | 958957  | Venduta a Liberty Global Logistics.  | 2011                | "Jolly Precious" |
| Jolly Quarzo    | 2023                | vendita | CAPE SABLE    | 9578983 | Vendute a US Maritime Administration | 2013                | "Jolly Precious" |
| Jolly Cristallo | 2023                | vendita | CAPE SAN JUAN | 9578971 | Vendute a US Maritime Administration | 2012                | "Jolly Precious" |
| Jolly Perla     | 2023                | vendita | CAPE STARR    | 9578969 | Vendute a US Maritime Administration | 2012                | "Jolly Precious" |
| Jolly Cobalto   | 2023                | vendita | RAMHAN        | 9668960 | Venduta a Abu Dhabi Port             | 2015                | "Jolly Precious" |
| Jolly Titanio   | 2023                | vendita | AL JUBAIL     | 9547219 | Venduta a Abu Dhabi Port             | 2014                | "Jolly Precious" |
| Jolly Vanadio   | 2023                | vendita | AL SAMHA      | 9668972 | Venduta a Abu Dhabi Port             | 2015                | "Jolly Precious" |

Il criterio di denominazione delle navi cambia nuovamente, inaugurando la serie dei Jolly, nome fatto seguire da un colore o dal nome di un minerale. Criteri di economicità impongono sempre più il ricorso al noleggio di unità per periodi anche inferiori a un anno, che danno vita dunque a una serie di unità omonime susseguitesi nel tempo.
| Nome                                        | Cessione  | Nome successivo    | Identificativo IMO | Note                                                                                  | Costruzione | Nomi precedenti                                                                      | Classe | Acquisizione | Titolo        |
| ------------------------------------------- | --------- | ------------------ | ------------------ | ------------------------------------------------------------------------------------- | ----------- | ------------------------------------------------------------------------------------ | ------ | ------------ | ------------- |
| Jolly Arancione (I)                         | 1985      | -                  | 5021152            |                                                                                       | 1959        | Else Reith, Aquila                                                                   |        | 1973         | demolizione   |
| Jolly Rosso (I)/ Rosso                      | 1989      | -                  | 6810744            | Cambio nome nel 1989, arenata ad Amantea nel 1990                                     | 1968        | Claude Debussy, Neva, Arabella                                                       |        | 1973         | demolizione   |
| Jolly Verde (I)                             | 1989      | Neptune Sky        | 6712370            |                                                                                       | 1967        | Carway                                                                               |        | 1973         | vendita       |
| Jolly Azzurro (I)                           | 1978      | -                  | 7043788            | Gibilterra (1978)                                                                     | 1971        | Roro Scandia, Nordicmark                                                             |        | 1975         | affondamento  |
| Jolly Giallo (I)                            | 1975      | L'Isère            | 7103588            |                                                                                       | 1971        | Trailer Express                                                                      |        | 1974         | vendita       |
| Jolly Blu (I)                               | 1988      | RoRo Catania       | 6922822            | Allungata nel 1978                                                                    | 1969        | Tor Mercia                                                                           |        | 1975         | vendita       |
| Jolly Marrone (I)                           | 1990      | Pliska             | 6927133            | Allungata nel 1978 ?                                                                  | 1970        | Tor Scandia                                                                          |        | 1975         | vendita       |
| Jolly Giallo (II)                           | 1980      | African Trader     | 6822072            |                                                                                       | 1969        | Maheno                                                                               |        | 1976         | vendita       |
| Jolly Bianco (I)                            | 1987      | Fast Egypt         | 6910934            |                                                                                       | 1969        | Servus                                                                               |        | 1977         | vendita       |
| Jolly Azzurro (II) / Jolly Celeste (I)      | 1990      | Preslav            | 7024110            | Cambio nome nel 1982                                                                  | 1970        | Destro                                                                               |        | 1978         | vendita       |
| Jolly Nero (I)                              | 1980      | Serdica            | 7129219            |                                                                                       | 1972        | Domino                                                                               |        | 1978         | fine noleggio |
| Jolly Argento (I)                           | 1986      | Belgia             | 7211971            |                                                                                       | 1972        | Belgia, Tor Belgia                                                                   |        | 1980         | fine noleggio |
| Jolly Giallo (III)                          | 1993      | Merchant Bravery   | 7724253            | Acquistata nel 1982                                                                   | 1979        | Norvegian Crusader                                                                   |        | 1980         | vendita       |
| Jolly Bruno (I)                             | 1982      | Susan A            | 7724241            |                                                                                       | 1980        | Norvegian Conqueror                                                                  |        | 1980         | fine noleggio |
| Jolly Oro (I)                               | 1986      | Nerlandia          | 7230680            |                                                                                       | 1972        | Tor Nerlandia                                                                        |        | 1980         | fine noleggio |
| Jolly Giallo (IV) / Jolly Turchese (I)      | 1982      | Stena Freighter    | 7528568            | Cambio nome nel 1982                                                                  | 1977        | Stena Freighter, Merzario Ausonia                                                    |        | 1982         | fine noleggio |
| Jolly Bruno (II)                            | 1983      | Merchant Brilliant | 7724265            |                                                                                       | 1979        | Norwegian Challenger                                                                 |        | 1982         | fine noleggio |
| Jolly Bruno (III) / Jolly Smeraldo (I)      | 1983      | Stena Carrier      | 7528647            |                                                                                       | 1978        | Stena Carrier, Imparca Miami, Imparca Express                                        |        | 1982         | fine noleggio |
| Jolly Ocra (I)                              | 1985      | Tyrusland          | 7718503            |                                                                                       | 1978        | Tyrusland                                                                            |        | 1984         | fine noleggio |
| Jolly Amaranto                              | 2010      | -                  | 7616365            | Affondata ad Alessandria                                                              | 1977        | Taube                                                                                |        | 1984         | affondamento  |
| Jolly Smeraldo (II)                         | 2010      | Smeraldo           | 7722231            | Attaccata in Somalia da pirati nel 2009                                               | 1978        | C Valor, Hellenic Valor                                                              |        | 1985         | demolizione   |
| Jolly Turchese (II)                         | 2008      | Trakya             | 7708273            |                                                                                       | 1978        | C Innovator, Hellenic Innovator                                                      |        | 1985         | vendita       |
| Jolly Avorio (I)                            | 1986/1987 | Karawa             | 7430735            |                                                                                       | 1978        | Saudi Express, Bandar Abbas Express                                                  |        | 1986         | fine noleggio |
| Jolly Rubino                                | 2002      | -                  | 7708261            | Distrutta da un incendio a Durban                                                     | 1978        | C Explorer, Hellenic Explorer                                                        |        | 1986         | Incidente     |
| Jolly Ocra (II)                             | 1987      | Duino              | 7708699            |                                                                                       | 1978        | Merzario Arabia                                                                      |        | 1986         | fine noleggio |
| Jolly Arancione (II)                        | 1996      | Nicolas A          | 7707853            |                                                                                       | 1978        | Seahorse, Erica                                                                      |        | 1987         | fine noleggio |
| Jolly Oro (II)                              | 1993      | Anglebury          | 7430709            |                                                                                       | 1979        | Anglebury, Atlantic Stream, Gulf Express, Finnclipper                                |        | 1992         | fine noleggio |
| Jolly Argento (II)                          | 1992      | Nordic Stream      | 7430711            |                                                                                       | 1979        | Exonbury, Nordic S., ATAR E., Finneagle                                              |        | 1992         | fine noleggio |
| Jolly Blu (II)                              | 2012      | Blu                | 8302296            |                                                                                       | 1988        | Debica                                                                               |        | 1993         | demolizione   |
| Jolly Arancione (III)                       | 1998      | Dart 1             | 8009040            |                                                                                       | 1984        | Bazias 1                                                                             |        | 1996         | fine noleggio |
| Jolly Giallo (V)                            | 2004      | Scan Carrier       | 8500678            |                                                                                       | 1986        | Akademik Gorbunov                                                                    |        | 1996         | vendita       |
| Jolly Indaco                                | 2012      | Indaco             | 8828642            |                                                                                       | 1989        | Claire, Sergey Kirov                                                                 |        | 1997         | demolizione   |
| Jolly Platino                               | 2010      | Xin Kai Yuan 5     | 8901872            |                                                                                       | 1990        | European Senator                                                                     |        | 1997         | fine noleggio |
| Jolly Ocra (V)                              | 2000      | CMA Djakarta       | 9143245            |                                                                                       | 1998        | (nuova costruzione)                                                                  |        | 1998         | vendita       |
| Jolly Oro (III) / Jolly Topazio (I) / Jolly | 2001      | Kota Setia         | 8907943            | Cambi nome 1999, 2000                                                                 | 1992        | Croatia Express                                                                      |        | 1998         | fine noleggio |
| Jolly Avorio (III)                          | 2000      | San Antonio        | 9046241            |                                                                                       | 1994        | San Antonio                                                                          |        | 1999         | fine noleggio |
| Jolly Celeste (II)                          | 2000      | Laura Delmas       | 7910656            |                                                                                       | 1981        | Katsina, Anataliy Vasilyev                                                           |        | 1999         | fine noleggio |
| Jolly Corallo                               | 1999      | Cora               | 7705960            |                                                                                       | 1979        | Bess, CGM Rimbaud, Elgaren                                                           |        | 1998         | fine noleggio |
| Jolly Zaffiro                               | 1999      | Jolly              | 7705958            |                                                                                       | 1978        | Porgy, CGM Racine, Racine, Jolsnaren                                                 |        | 1998         | vendita       |
| Jolly Argento (III)                         | 2001      | Nautique           | 8505824            |                                                                                       | 1987        | Sarajevo Express                                                                     |        | 1999         | fine noleggio |
| Jolly Ocra (III)                            | 2001      | CSAV Salerno       | 9122021            |                                                                                       | 1995        | CSAV Romeral, Merkur Delta                                                           |        | 2000         | fine noleggio |
| Jolly Ebano                                 | 2001      | Hellen C           | 7925493            |                                                                                       | 1983        | Hellen Hudig, Hellen C                                                               |        | 2000         | fine noleggio |
| Jolly Argento (IV)                          | 2012      | -                  | 7900077            |                                                                                       | 1981        | Saudi Makkah, Hugo H., Wladyslaw S.                                                  |        | 2001         | demolizione   |
| Jolly Oro (IV)                              | 2012      | -                  | 7900053            |                                                                                       | 1981        | Saudi Riyadh, Gerdt Oldendorff, Stefan Starzynski                                    |        | 2001         | demolizione   |
| Jolly Avorio (II)                           | 2003      | Princess Stefanie  | 7925508            |                                                                                       | 1983        | Prince Nicolas, Cornelis Verolme                                                     |        | 2001         | fine noleggio |
| Jolly Ocra (IV)                             | 2003      | Jadroplov Pride    | 9005431            |                                                                                       | 1996        | MSC Pride                                                                            |        | 2002         | fine noleggio |
| Jolly Arancione (IV)                        | 2003      | Delmas Mauritius   | 9221475            |                                                                                       | 2000        | Marcape                                                                              |        | 2002         | fine noleggio |
| Jolly Giada                                 | 2003      | Westminster Bridge | 8918112            |                                                                                       | 1993        | Westminster Bridge, Zim Mexico, Csav Rauten, Isla B., Nedlloyd C., Kapitan L.Golubev |        | 2002         | fine noleggio |
| Jolly Ambra                                 | 2003      |                    | 9015694            |                                                                                       | 1994        | Kew Bridge, Seaboard Houston, Lykes Striker, Kew Bridge, Zim Houston, Seal Reunion   |        | 2002         | fine noleggio |
| Jolly Topazio (II)                          | 2003      |                    | 8918095            |                                                                                       | 1992        | Battersea Bridge, Nordana B., Zim Houston, Zim NY, Kapitan A.Krivobokov              |        | 2002         | fine noleggio |
| Amerigo Vespucci                            | 2004      | CMA CGM Force      | 8618451            | 2001-2004 Zim Hamburg                                                                 | 1989        | (nuova costruzione)                                                                  |        | 2003         | vendita       |
| Cristoforo Colombo                          | 2004      | CMA CGM Energy     | 8618449            | 1999-2001 Zim Antwerp                                                                 | 1989        | (nuova costruzione)                                                                  |        | 2003         | vendita       |
| Jolly Nero (II)                             | 2014      | -                  | 7361233            | Nel 2013 ha urtato la torre piloti del porto di Genova, causando 9 vittime e 4 feriti | 1976        | Maersk Alaska, Adrian M., Axel M.                                                    |        | 2006         | demolizione   |
| Chodziez                                    |           |                    | 8302301            | Noleggiata da Polish Ocean Lines                                                      | 1988        |                                                                                      |        |              | Demolita      |

### Le prime navi
La società operò, fino alla seconda guerra mondiale, con una flotta costituita prevalentemente di piroscafi, che con l'eccezione di due unità andò completamente perduta.
| Nome            | Identificativo IMO | Costruzione | Nomi precedenti                           | Acquisizione | Tipologia | Cessione | Titolo      | Note                  |
| --------------- | ------------------ | ----------- | ----------------------------------------- | ------------ | --------- | -------- | ----------- | --------------------- |
|                 |                    |             |                                           |              |           |          |             |                       |
|                 |                    |             |                                           |              |           |          |             |                       |
| Angelina        |                    |             |                                           |              |           |          |             |                       |
| Foce            |                    | 1888        | Mirille                                   | 1929         | Donazione | ?        | ?           |                       |
| Lido (I)        |                    | 1889        | Mary                                      | 1929         | Donazione | 1963     | Demolizione |                       |
| Oreto           |                    | 1878        | Bianca Bianchi                            | 1929         | Donazione | ?        | ?           |                       |
| Sturla          | 1089460            | 1884        | F.G. Reinhold, ex Halkdan, ex Highlands   | 1929         | Donazione | 1941     | Affondato   |                       |
| Borzoli         |                    | 1884        | Astero                                    | 1930         | Acquisto  | 1939     | Demolizione |                       |
| Multedo         |                    | 1884        | Gin, Albarosa, Ussa, Coln                 | 1930         | Acquisto  | 1941     | Affondato   |                       |
| Audace          |                    | 1892        | Royal                                     | 1932         | Acquisto  | 1942     | Affondato   |                       |
| Tenace          | 1081436            | 1884        | City of Hamburg                           | 1932         | Acquisto  | 1941     | Affondato   |                       |
| Progresso       |                    | 1907        | St. Thomas                                | 1932         | Noleggio  | 1936     | Vendita     | Acquistata nel 1934   |
| Risveglio       |                    | 1907        | Nickerie, St. Jan                         | 1932         | Noleggio  | 1935     | Vendita     |                       |
| Ravenna         |                    | 1888        |                                           | 1933         | Acquisto  | 1942     | Affondato   |                       |
| Goggiam         |                    | 1922        | Alga                                      | 1936         | Acquisto  | 1943     | Affondato   |                       |
| Ogaden          | 1121213            | 1905        | Naxos, Saxon Prince, Glenaffric           | 1936         | Acquisto  | 1942     | Affondato   |                       |
| Semien / Lugano |                    | 1898        | Fortunastar, Brodliffe, Morayshire        | 1936         | Acquisto  | 1952     | Demolizione | Lugano dal Dopoguerra |
| Tembien         |                    | 1914        | Mouni, Milluna, Franziska, Mabel Rickmers | 1936         | Acquisto  | 1942     | Affondato   |                       |
| Imperia         |                    | 1912        | Carolina                                  | 1937         | Acquisto  | 1943     | Esplosione  |                       |
| Pegli           | 1129133            | 1910        | Altero, Wedgwood                          | 1937         | Acquisto  | 1943     | Affondato   |                       |
| Priaruggia      | 5606407            | 1925        | Priaruggia                                | 1937         | Acquisto  | 1941     | Affondato   |                       |
| Verace          |                    | 1884        | Giuseppina, Iberia                        | 1937         | Acquisto  | 1941     | Affondato   |                       |
| Libeccio        |                    | ?           |                                           | ?            | ?         | 1944     | Catturato   |                       |

### Dal dopoguerra al 1960
L'epoca della ricostruzione si caratterizzò per la graduale ripresa dei traffici; di quest'epoca sono pochi i documenti pervenuti e conservati negli archivi.
| Nome           | Costruzione | Nomi precedenti     | Acquisizione | Titolo   | Cessione | Titolo      | Nome successivo | Note                             | Identificativo IMO |
| -------------- | ----------- | ------------------- | ------------ | -------- | -------- | ----------- | --------------- | -------------------------------- | ------------------ |
| Pace / Sassari | 1921        | Cuba                | 1947         | Acquisto | 1962     | Demolizione | -               | Passeggeri, trasformata nel 1959 |                    |
| Libertà        | 1948        | (nuova costruzione) | 1948         | Acquisto | -        | -           | Arnica ?        |                                  | 5025055 ?          |
| Operosità      | 1948        | (nuova costruzione) | 1948         | Acquisto | -        | -           | -               |                                  |                    |
| Concordia      | 1948        | (nuova costruzione) | 1948         | Acquisto | -        | -           | -               |                                  |                    |
| Sergio         | -           | -                   | 1956         | Acquisto | -        | -           | -               |                                  |                    |
| Mizar          | -           | -                   | 1956         | Acquisto | -        | -           | -               |                                  |                    |
| Amfitrite      | -           | -                   | 1956         | Acquisto | -        | -           | -               |                                  |                    |
| Framar         | -           | -                   | 1956         | Acquisto | -        | -           | -               |                                  |                    |
| Petrarca       | -           | -                   | 1956         | Acquisto | -        | -           | -               |                                  |                    |
| Simeon         | -           | -                   | -            | -        | -        | -           | -               | Esistente nel 1962               |                    |

### Dal 1960 al 1972
Ormai tornata a una piena operatività, la flotta "Messina" si accresce di numerose unità, anch'esse quasi tutte di seconda mano, che per tradizione prendono il nome dei membri della famiglia Messina, accompagnati appunto dal suffisso "emme" in accordo con un'usanza dell'epoca. La tabella che segue raggruppa le unità entrate a far parte della flotta sociale; tuttavia altre unità furono utilizzate per periodi più o meno brevi e non rinominate, come nel caso della "Formaria" (IMO 5340247).
| Nome                   | Costruzione | Nomi precedenti                          | Acquisizione | Titolo   | Cessione | Titolo      | Nome successivo | Note                                        | Identificativo IMO |
| ---------------------- | ----------- | ---------------------------------------- | ------------ | -------- | -------- | ----------- | --------------- | ------------------------------------------- | ------------------ |
| Nicoletta              | 1952        | Oberon                                   | 1961         | acquisto | 1973     | vendita     | Elena Zeta      |                                             | 5251458            |
| Matteoemme             | 1947        | Palizzi                                  | 1962         | acquisto | 1982     | demolizione | -               | Naufragata a Bari nel 1978                  | 5229493            |
| Andreaemme             | 1948        | Morelli                                  | 1962         | acquisto | 1979     | vendita     | Mary Prima      |                                             | 5400621            |
| Carlo Arcidiacono      | 1948        | Irolli                                   | 1964         | acquisto | 1979     | vendita     | Procida         |                                             | 5163443            |
| Giancarloemme          | 1944        | Travancore, Brofjord                     | 1965         | acquisto | 1975     | vendita     | Spirit          | Nel 1969 Brofjord                           | 5367726            |
| Paolaemme              | 1948        | Olimpo, Rijahaven                        | 1966         | acquisto | 1976     | vendita     | Paolaerre       |                                             | 5262524            |
| Stefanoemme (I)        | 1941        | Fenris                                   | 1966         | acquisto | 1974     | vendita     | Spirit          |                                             | 5113694            |
| Robertoemme (I)        | 1960        | Regina Toffolo                           | 1960         | acquisto | 1966     | vendita     | Korabi          |                                             | 5292206            |
| Ignazioemme (I)        | 1960        | Giovanni Toffolo                         | 1966         | acquisto | 1972     | vendita     | Gianniesse      |                                             | 5131050            |
| Federicaemme (I)       | 1942        | Froste                                   | 1966         | acquisto | 1976     | demolizione | -               | Incendiata a Livorno nel 1976               | 5122059            |
| Amaliaemme             | 1957        | Cici T, Calm II                          | 1966         | acquisto | 1972     | vendita     | Mariapiaesse    |                                             | 5072670            |
| Gianvittorioemme       | 1939        | Fidra                                    | 1967         | acquisto | 1973     | vendita     | Spyros          |                                             | 5114595            |
| Carolaemme             | 1938        | Freja                                    | 1967         | acquisto | 1974     | vendita     | Carola          |                                             | 5121005            |
| Giuseppeemme           | 1943        | Bravo, Aklasund, Sperrbrecher 181, Atlas | 1967         | acquisto | 1974     | vendita     | Managro         |                                             | 5050828            |
| Maurizioemme           | 1952        | Avodire, Baltique, Francois Le Brise     | 1967         | acquisto | 1973     | vendita     | Aghios Nicolaos |                                             | 5031573            |
| Jollyemme / Lido (II)  | 1937        | Peter Wessel, Hansestadt Danzig          | 1968         | acquisto | 1981     | demolizione | -               | Traghetto, rinominata nel 1973-74           | 5276020            |
| Francescaemme          | 1951        | Orinoco                                  | -            | acquisto | -        | demolizione | Martha D        |                                             | 5265019            |
| Pierangelaemme         | 1943        | Mangalore                                | 1968         | acquisto | 1976     | vendita     | Alwady          |                                             | 5219266            |
| Massimoemme            | 1953        | Paperkust                                | 1968         | acquisto | 1973     | vendita     | Aghios Spiridon |                                             | 5274345            |
| Rossellaemme           | 1949        | Hoogkerk                                 | 1969         | acquisto | 1978     | demolizione | -               |                                             | 5154272            |
| Albertoemme            | 1949        | Heemskerk                                | 1969         | acquisto | 1978     | demolizione | -               |                                             | 5145300            |
| Stellaemme / Jokeremme | 1949        | Ragnhild Brovig                          | 1970         | acquisto | 1981     | vendita     | Seamond Primo   | Nel 1970 Star of Beirut, Dal 1971 traghetto | 5289182            |
| Rolleremme             | 1950        | Barbara Brovig                           | 1970         | acquisto | 1981     | vendita     | Star of Ravenna | Traghetto                                   | 5036391            |
| Jumboemme              | 1956        | Mimi L, Tristan                          | 1971         | acquisto | 1986     | demolizione | -               |                                             | 5368720            |
| Robertoemme (II)       | 1953        | Bieberstein                              | 1972         | acquisto | 1980     | demolizione |                 |                                             | 5044283            |
| Fernandaemme           | 1952        | Brandestein                              | 1972         | acquisto | 1981     | demolizione | -               |                                             | 5050402            |
| Ignazioemme (II)       | 1953        | Pratita, Barenstein                      | 1972         | acquisto | 1980     | demolizione | -               |                                             | 5036781            |
| Stefanoemme (II)       | 1959        | Comillas, Benizar                        | 1978         | acquisto | 1980     | vendita     | Chinta          |                                             | 5041190            |
| Federicaemme (II)      | 1958        | Ruisenada, Beniel                        | 1978         | acquisto | 1980     | vendita     | Ikan            |                                             | 5041097            |
| Emme                   | 1954        | Espresso Marilen                         | 1981         | acquisto | 1996     | demolizione | -               | Pontone                                     | 5224522            |